# Andrea Händler

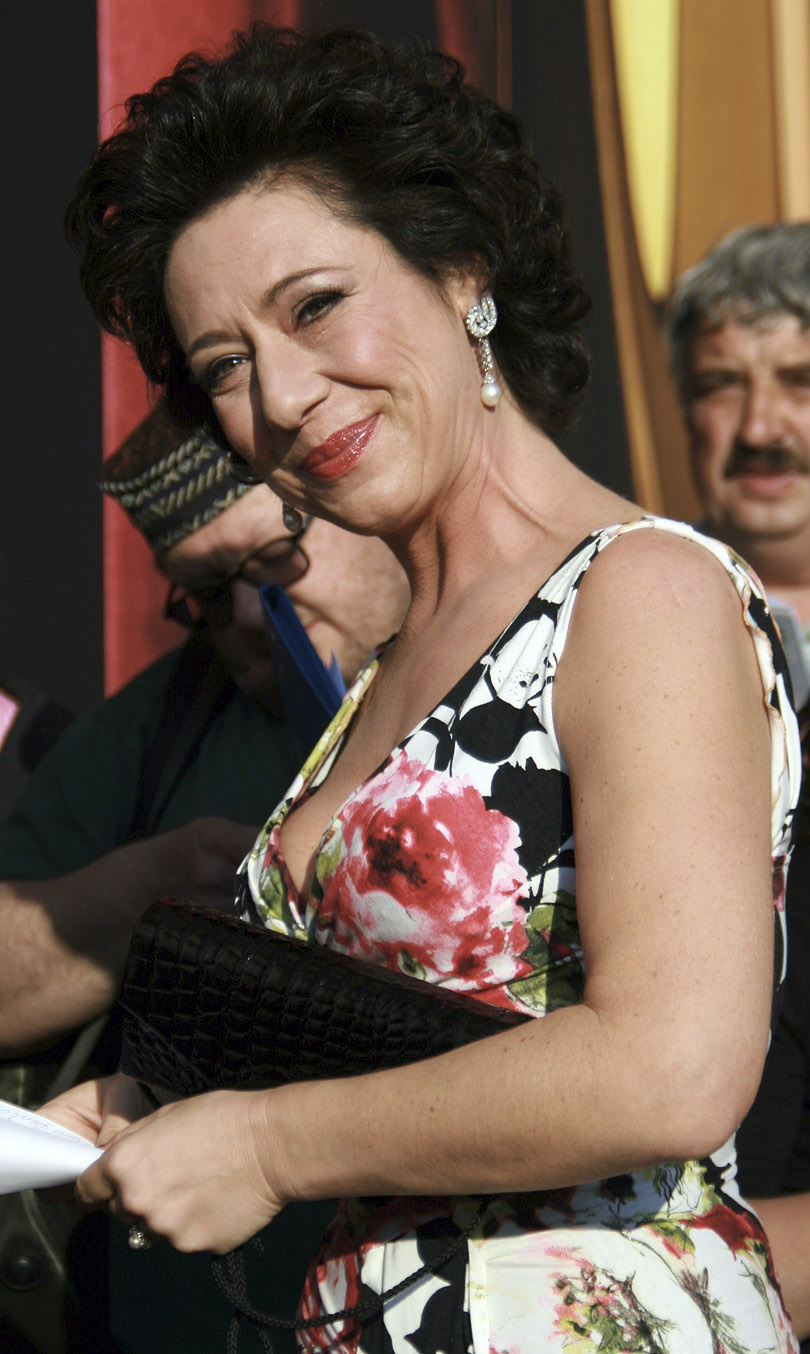
Andrea Händler 2009 in Wien

Andrea Händler (* 14. Mai 1964 in Wien) ist eine österreichische Schauspielerin und Kabarettistin.

## Leben
Andrea Händler wuchs in der Steiermark auf, absolvierte ihre Schauspielausbildung bei Herwig Seeböck, Reinhard Tötschinger und Giora Seeliger und war ab 1984 in verschiedenen Theaterproduktionen sowie als Kabarettistin tätig. Als Mitglied der Kabarettgruppe Schlabarett spielte sie in den Programmen Am Tag davor, Atompilz von links sowie in Muttertag – Die härtere Komödie; zusammen mit Herwig Seeböck zudem in Qualverwandtschaft und als Mitglied der „Kabarettgruppe Statt-Theater“ unter der Regie von Uli Brée in Männer-Schmerzen und Frauen-Schmerzen.
Im Jahr 1995 begann ihre Solokarriere mit dem Programm Diskret – eine Peepshow. Es folgten Heiss gemacht (1997), Auszeit (1998), Notstand (2000), Paradies (2002), Einsendeschluss (2004), Das Schweigen der Händler (2008) und Naturtrüb (2011).
Sie war auch in Theater-, Film- und Fernseh-Produktionen tätig, wie z. B. Muttertag – Die härtere Komödie, Höhenangst, Hinterholz 8, Zwölfeläuten und Poppitz sowie bei den ORF-TV-Produktionen Die kranken Schwestern und Kaisermühlen-Blues.
Zusammen mit Dolores Schmidinger spielt sie seit 2003 auch Alltagsgeschichten nach der beliebten gleichnamigen TV-Doku-Reihe von Elizabeth T. Spira.

## Filmografie
- 1988: Der Kronprinz (TV); Regie: Thomas Roth
- 1989: Der Kronprinz (Spielfilm); Regie: Miklós Szinetár, Drehbuch: Brigitte Hamann, Kurt Klinger
- 1992: Tage der Rosen; Regie: Doris Plank
- 1993: Muttertag – Die härtere Komödie; Regie: Harald Sicheritz
- 1994: Höhenangst; Regie: Houchang Allahyari
- 1994: Eine kleine Erfrischung; Regie: Thomas Roth
- 1995: Freispiel; Regie: Harald Sicheritz
- 1995–1999: Die kranken Schwestern (TV-Sitcom); Regie: Werner Sobotka
- 1996: Tatort – Mein ist die Rache (TV); Regie: Houchang Allahyari
- 1996–1999: Kaisermühlen-Blues (TV-Serie); Regie: Harald Sicheritz, Reinhard Schwabenitzky
- 1996–1997: Der ideale Kandidat (TV); Regie: Reinhard Schwabenitzky
- 1997: Qualtingers Wien; Regie: Harald Sicheritz
- 1998: Hinterholz 8; Regie: Harald Sicheritz
- 1999: Die Jahrhundertrevue (TV); Regie: Harald Sicheritz
- 1999: Zechen-Blues (TV-Serie auf RTL); Regie: Jürgen Weber
- 2001–2004: Kommissar Rex (TV-Serie)
- 2001: Zwölfeläuten (The Silent Bell); Regie: Harald Sicheritz
- 2001: De Luca (TV-Serie); Regie: Heidelinde Haschek
- 2001: Dreh 4. Staffel MA 2412 (TV) – Gastrolle
- 2002: Poppitz; Regie: Harald Sicheritz
- 2003: MA 2412 – Die Staatsdiener; Regie: Harald Sicheritz
- 2005: Polly Adler – Eine Frau sieht rosa (TV); Regie: Peter Ily Huemer
- 2008: Und ewig schweigen die Männer
- 2020: Wischen ist Macht (Fernsehserie)
- 2022: Weber & Breitfuß

## Auszeichnungen
- 1999: Salzburger Stier
- 2000: Karl, Hauptpreis für Notstand